# 1987年のマカオグランプリ
1987年のマカオ・グランプリフォーミュラ3は、1987年11月29日ギア・サーキットで開催された第34回目のマカオグランプリレース。フォーミュラ3での開催となって4年目を迎えた。

## 概要
台風ニーナの接近による大雨と強風により土曜日の予選はすべてキャンセルされ、レースのスタート順は最初の練習セッションのファステストラップタイムによって決定された。日曜日の決勝レースも予定されていた2ヒート制ではなく、急遽1ヒート制に変更されての開催となった。
インタースポーツ・エンジニアリングのマーティン・ドネリーは、ポールポジションからマンダリン・オリエンタルベンドに入る車のパックをリードし、すべてのラップを先頭で走り切った。チームメイトのヤン・ラマースが2位、シューベル・レンスポーツ・インターナショナルのベルント・シュナイダーが3位。

## エントリーリスト
| エントラント                                                      | No. | ドライバー                     | シャーシ        | エンジン           |
| ----------------------------------------------------------------- | --- | ------------------------------ | --------------- | ------------------ |
| マジウィック・モータースポーツ w/ Watsons Water                   | 1   | アンディ・ウォレス             | レイナード・873 | アルファロメオ     |
| マジウィック・モータースポーツ w/ Watsons Water                   | 2   | トーマス・ダニエルソン         | レイナード・873 | アルファロメオ     |
| レイナードR&D w/ Watsons Water                                    | 3   | ジュリアン・ベイリー           | レイナード・873 | アルファロメオ     |
| ウエストサリー・レーシング w/ Marlboro セオドール・レーシング     | 5   | マウリシオ・グージェルミン     | ラルト・RT31    | アルファロメオ     |
| ウエストサリー・レーシング w/ Marlboro セオドール・レーシング     | 6   | ベルトラン・ガショー           | ラルト・RT31    | アルファロメオ     |
| エディ・ジョーダン・レーシング w/ Marlboro セオドール・レーシング | 7   | エマニュエル・ピロ             | レイナード・873 | フォルクスワーゲン |
| エディ・ジョーダン・レーシング w/ Marlboro セオドール・レーシング | 8   | ジョニー・ハーバート           | レイナード・873 | フォルクスワーゲン |
| Intersport Engineering w/ Flying Tigers                           | 9   | ヤン・ラマース                 | ラルト・RT31    | トヨタ             |
| Intersport Engineering w/ Flying Tigers                           | 10  | デイモン・ヒル                 | ラルト・RT31    | トヨタ             |
| Intersport Engineering w/ Mr.Juicy                                | 11  | マーティン・ドネリー           | ラルト・RT31    | トヨタ             |
| Euroteam Cipa                                                     | 12  | ステファノ・モデナ             | レイナード・873 | アルファロメオ     |
| Euroteam Cipa                                                     | 14  | ユージニオ・ヴィスコ           | レイナード・873 | アルファロメオ     |
| デビッド・プライス・レーシング                                    | 15  | マイク・サックウェル           | レイナード・873 | トヨタ             |
| オレカ                                                            | 16  | ジャン・アレジ                 | ダラーラ・F387  | アルファロメオ     |
| オレカ                                                            | 17  | ディディエ・アルゼット         | ダラーラ・F387  | アルファロメオ     |
| フォルクスワーゲン・モータースポーツ                              | 18  | ジョニー・ダンフリーズ         | ラルト・RT31    | フォルクスワーゲン |
| フナキレーシング                                                  | 20  | ロス・チーバー                 | ラルト・RT30    | トヨタ             |
| エキュリー・エルフ                                                | 21  | エリック・ベルナール           | ラルト・RT31    | アルファロメオ     |
| Schubel Rennsport Int.                                            | 23  | ベルント・シュナイダー         | ダラーラ・F387  | フォルクスワーゲン |
| WTS Racing Team                                                   | 24  | ヨアヒム・ヴィンケルホック     | レイナード・873 | フォルクスワーゲン |
| フォルティ・コルセ                                                | 25  | エンリコ・ベルタッジア         | ダラーラ・F387  | アルファロメオ     |
| フォルティ・コルセ                                                | 28  | マウロ・マルティニ             | ダラーラ・F387  | アルファロメオ     |
| Equipe Serge Saulnier                                             | 26  | ファビエン・ジロイ             | ダラーラ・F387  | アルファロメオ     |
| チーム・キタムラ                                                  | 27  | 森本晃生                       | レイナード・873 | トヨタ             |
| キヤノン・チームスウェーデン                                      | 29  | ミカエル・ヨハンソン           | ラルト・RT31    | アルファロメオ     |
| Picko Troberg Racing                                              | 30  | リカルド・リデル               | レイナード・873 | フォルクスワーゲン |
| Schroder Motorsport                                               | 31  | ハンスペーター・カウフマン     | ラルト・RT31    | フォルクスワーゲン |
| チームルマン                                                      | 32  | デイヴ・スコット               | ラルト・RT31    | 日産               |
| チームルマン                                                      | 33  | マウリツィオ・サンドロ・サーラ | ラルト・RT31    | 日産               |
| Sport Auto Racing                                                 | 34  | エリック・バシュラール         | ラルト・RT31    | フォルクスワーゲン |
| KTR                                                               | 35  | ディディエ・セイス             | ラルト・RT31    | フォルクスワーゲン |
| KM2 Motorsport                                                    | 36  | 松井茂樹                       | レイナード・873 | フォルクスワーゲン |
| VWアジア・モータースポーツ                                        | 37  | 中谷明彦                       | ラルト・RT30    | フォルクスワーゲン |

## レース結果

### 総合結果[3][4]
| 順位   | ドライバー                     | 周回 | 合計タイム     |
| ------ | ------------------------------ | ---- | -------------- |
| 1      | マーティン・ドネリー           | 20   | 48'33"82       |
| 2      | ヤン・ラマース                 | 20   | 48'41"28       |
| 3      | ベルント・シュナイダー         | 20   | 49'11"35       |
| 4      | ジュリアン・ベイリー           | 20   | 49'11"53       |
| 5      | マウリシオ・グージェルミン     | 20   | 49'17"47       |
| 6      | エンリコ・ベルタッジア         | 20   | 49'25"54       |
| 7      | ディディエ・アルゼット         | 20   | 49'31"69       |
| 8      | エリック・ベルナール           | 20   | 49'31"94       |
| 9      | ジョニー・ダンフリーズ         | 20   | 49'44"85       |
| 10     | エリック・バシュラール         | 20   | 49'45"42       |
| 11     | デイヴ・スコット               | 20   | 50'04"76       |
| 12     | アンディ・ウォレス             | 20   | 53'57"02       |
| 13     | ロス・チーバー                 | 19   | 48'48"72       |
| 14     | ミカエル・ヨハンソン           | 19   | 49'28"55       |
| 15     | ステファノ・モデナ             | 18   | ホイール       |
| 16     | 中谷明彦                       | 18   | フロントカウル |
| 17     | 森本晃生                       | 18   | サスペンション |
| 18     | ジョニー・ハーバート           | 18   | 49'56"06       |
| 19     | マウリツィオ・サンドロ・サーラ | 17   | 燃圧低下       |
| 20     | デイモン・ヒル                 | 17   | アクシデント   |
| 21     | リカルド・リデル               | 17   | アクシデント   |
| NC(22) | ヨアヒム・ヴィンケルホック     | 15   | サスペンション |
| NC(23) | ベルトラン・ガショー           | 15   | サスペンション |
| NC(24) | マウロ・バルディ               | 7    | アクシデント   |
| NC(25) | ジャン・アレジ                 | 4    | アクシデント   |
| NC(26) | ディディエ・セイス             | 3    | アクシデント   |
| NC(27) | ファビエン・ジロイ             | 2    | アクシデント   |
| NC(28) | エマニュエル・ピロ             | 0    | アクシデント   |
| NC(29) | マイク・サックウェル           | 0    | アクシデント   |
| DSQ    | トーマス・ダニエルソン         | 0    | 失格           |